# ンガムバイ語
ンガムバイ語（ンガムバイご、英: Ngambay language）はナイル・サハラ語族に属する言語である。話者は、チャド南西部、カメルーン北東部、ナイジェリア東部に居住するサラ族の人々である。ンガムバイ語はサラ諸語の中では最も広範な地域で話されており、他の方言話者との間で通商語として使用されている。

## 言語名別称
- ガンバイ語
- Gamba
- Gambaye
- Gamblai
- Ngambai
- Sara
- Sara Ngambai

## 方言
- Bemar (Daba de Goré)
- Benoye
- Kere
- Lara
- Murum (Mouroum)